# Мавзолей Імама Рези
Мазар імама Рези (перс. حرم امام رضا) — архітектурний комплекс у місті Мешхед, центр туризму та паломництва в Ірані, щорічно відвідуваний 15-20 млн осіб. Крім власне гробниці Аль-Рези комплекс включає гробниці інших шанованих імамів, музей, бібліотеку, цвинтар, мечеть і кілька інших будівель.
Більшість споруд була зведена за часів правління Тимуридів і Сафавідів, хоча перша датована споруда прикрашена написом початку XIV століття, зведення купола відносять до початку XIII століття.

## Історія
Імам Реза був восьмим імамом шиїтів. Був вкрай популярний у народі, але знаходився в опалі у халіфа Гаруна аль-Рашида. У 818 убитий Аль-Мамуном, сином Харуном аль-Рашида, і похований поряд з гробницею Гаруна. Місце отримало назву Мешхед Аль-Різа («Місце мучеництва Рези»), і вважалося однаково як сунітами, так і шиїтами. Навколо гробниці виросло поселення, яке перетворилося на місто Мешхед.
Перший храм, побудований на місці поховання імама Рези, зруйнований Газневид Себук-Тегіном в 993. У 1009 його син Махмуд Газневі наказав поновити та розширити храм.
Близько 1150 сельджукський правитель Ахмад Санджар наказав оновити споруду після того, як його син був там чудовим чином вилікований.
Наступне оновлення було проведено хулагуїдським ільханом Олджейтом у 1310. Під час правління Шахруха його дружина Гохаршад профінансувала будівництво мечеті, яка нині називається її ім'ям.

## Відвідування
Згідно з іранським законодавством, немусульмани не мають права відвідувати гробницю, проте ця норма виконується не завжди суворо — і не так охороною гробниці, як самими паломниками.
Джордж Натаніел Керзон, який відвідав Мешхед наприкінці XIX століття, вирішив не оглядати мечеть зсередини, щоб не ускладнити цим міждержавні відносини Ірану з Великою Британією.
У 1935, коли шах Реза-хан модернізував країну та послабив вплив релігійних діячів, дочка Керзона Мері-Айрон, баронеса Рейвенсдейл, опинилася серед перших європейців, хто зміг побувати всередині споруди – вона залишила опис цієї поїздки.